# Chiesa di San Pietro (Chiavari)
La chiesa di San Pietro è un luogo di culto cattolico situato nel comune di Chiavari, in via San Pantaleo, nella città metropolitana di Genova. La chiesa è sede della parrocchia omonima del vicariato di Chiavari-Lavagna della diocesi di Chiavari.

## Storia

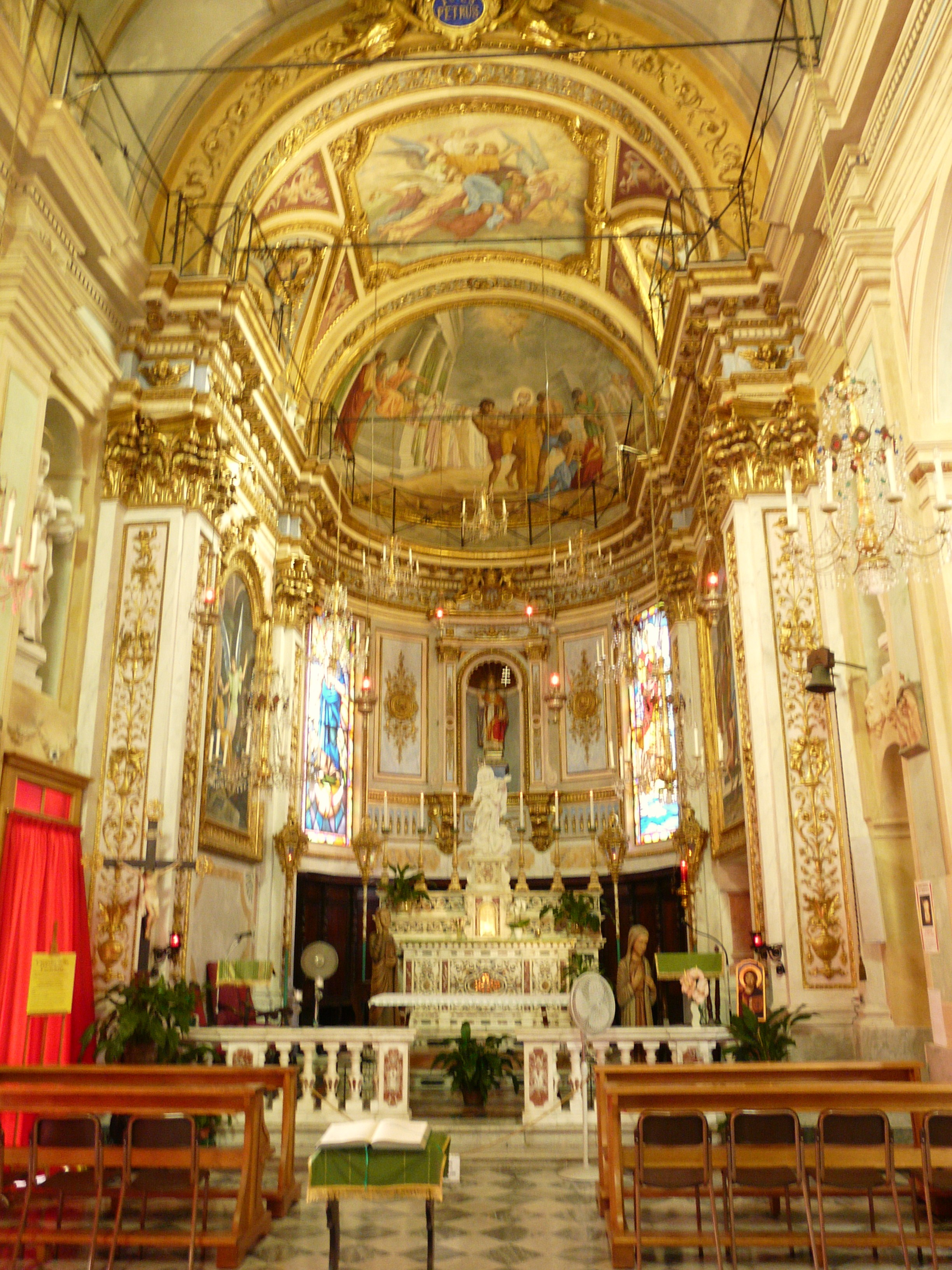
La navata

L'esistenza di un edificio religioso intitolato all'apostolo Pietro sembrerebbe risalente a un periodo anteriore all'anno 1000. La chiesa, ubicata nell'odierno quartiere di Sampierdicanne (anticamente, San Pier di Canne), sarebbe menzionata in correlazione al ritrovamento nel 936 a Bacezza del quadretto della Madonna dell'Olivo; lo stesso vescovo di Genova incaricò il parroco di San Pietro di verificarne l'accaduto e il presunto prodigio miracoloso. Secondo alcuni documenti storici, la sua parrocchia aveva infatti anticamente giurisdizione pure nelle zone collinari di Bacezza e in quelle marine delle Saline e degli Scogli.
La chiesa antica duecentesca, riedificata nel corso del XVI secolo (i lavori iniziarono nel 1518 e terminarono nel 1582), presentava affreschi del pittore zoagliese Teramo Piaggio e lui stesso dipinse il trittico raffigurante Maria Santissima tra i santi Rocco e Sebastiano. A livello parrocchiale la comunità di Bacezza fu smembrata dal 1400 dalla parrocchia di San Pietro e sottoposta alla cura della chiesa di San Giacomo di Rupinaro; nel 1554, le gravi pestilenze che ridussero la popolazione locale e la mancanza di sacerdoti, portarono nuovamente Bacezza sotto le dipendenze di San Pietro.
Nel 1718, durante la pastorale di don Giambattista Monteverde, fu demolita la vecchia chiesa cinquecentesca e riedificata pressappoco nelle forme dell'attuale struttura. Il nuovo edificio, di cui si ignora il progettista e l'esecutore, aveva navata unica, un altare maggiore intitolato alla Madonna del Rosario e quattro altari laterali (dedicati a san Pantaleo, santa Caterina, santa Lucia, san Carlo Borromeo).

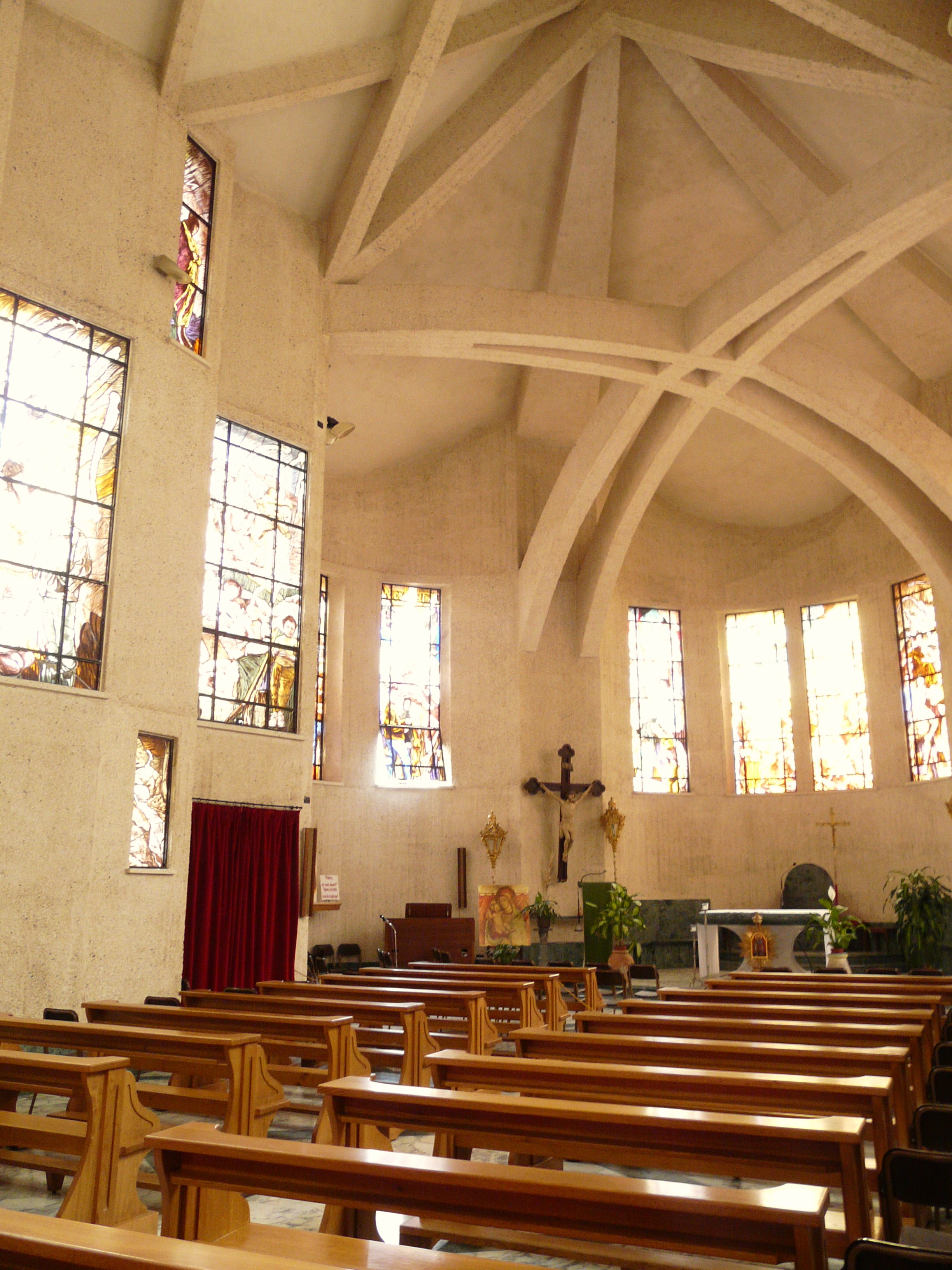
La parte nuova della chiesa

Nel 1797 la comunità di Bacezza fece appello alle autorità civili di Chiavari di staccare il proprio territorio da Sampierdicanne e di istituire una nuova e autonoma parrocchia; nonostante il voto contrario dell'arcivescovo di Genova, la municipalità chiavarese diede il suo consenso con atto del 18 aprile 1799. Solamente nel 1802, con decreto di smembramento di monsignor Giovanni Lercari, la parrocchia di Bacezza venne ufficialmente riconosciuta pure dall'arcidiocesi genovese.
Tra il 1846 e il 1847 venne rifatto il marmoreo pavimento a quadretti bianco e bardiglio; nel 1855 il restauro del settecentesco campanile (dotato inizialmente di 4 campane, poi a 8 nel 1960); nel 1868 l'installazione dell'organo a canne a dodici registri della ditta Serassi di Bergamo; nel 1927 il rifacimento del piazzale a lato della chiesa e l'attigua scalinata.
Gli artisti Cesare Grossi, Nazzareno Venturini e Luigi Gatti realizzarono - tra il 1895 e il 1896 - gli stucchi (il primo), le pitture affrescate del Martirio e le glorie di san Pietro (il secondo) e il terzo l'indorature dei fregi; altre decorazioni e abbellimenti furono ancora eseguiti nel 1901.
Tra il 1994 e il 1999 si costruì un nuovo corpo aggiunto della chiesa, di forma triconca e con la presenza di 160 metri quadrati di vetrate istoriate realizzate dall'artista Giovanni Job. Tale opera muraria, integrata alla struttura settecentesca, venne consacrata il 31 gennaio 1999 dal vescovo di Chiavari monsignor Alberto Maria Careggio.